# Historia territorial de Australia

Mapa animado de la evolución territorial de Australia.

Las primeras colonias del Imperio británico en el continente australiano fueron la colonia penal de Nueva Gales del Sur, fundada en 1788, y la colonia del Río Swan (más tarde denominada Australia Occidental), fundada en 1829. En las décadas siguientes, se crearon a partir de Nueva Gales del Sur las colonias de Nueva Zelanda, Queensland, Australia Meridional, la Tierra de Van Diemen (posteriormente rebautizada Tasmania) y Victoria, así como una abortada colonia de Australia Septentrional. El 1 de enero de 1901, estas colonias, a excepción de Nueva Zelanda, se convirtieron en estados de la Mancomunidad de Australia. Desde la federación, las fronteras internas han permanecido estables en su mayor parte, salvo por la creación de algunos territorios con autonomía limitada: el Territorio del Norte, procedente de Australia Meridional, para gobernar el vasto y escasamente poblado centro del país; la división del Territorio del Norte en Australia Central y Australia del Norte, y su rápida fusión en el Territorio del Norte; y el Territorio de la Capital Australiana, un distrito federal cedido por Nueva Gales del Sur.
Fuera del continente, Queensland intentó una expansión hacia Nueva Guinea, pero las autoridades británicas la rechazaron; la reclamación se convertiría más tarde en un protectorado británico y se cedería a Australia. La Sociedad de Naciones otorgó el noreste de Nueva Guinea a Australia tras la Primera Guerra Mundial, así como Nauru, que quedó bajo jurisdicción conjunta de Australia, Gran Bretaña y Nueva Zelanda. Estos mandatos (y, más tarde, territorios en fideicomiso de las Naciones Unidas) se convirtieron en las naciones independientes de Nauru y Papúa Nueva Guinea a mediados del siglo XX. Australia también ha obtenido varios pequeños territorios insulares, principalmente de antiguas colonias británicas, y tiene una gran reivindicación sobre la Antártida.

## Tabla de cambios territoriales
Leyenda
     Estados australianos
     Territorios australianos y colonias fundadoras
     Área modificada por evento

### Periodo colonial
| Fecha                    | Evento | Mapa                                                                    |
| ------------------------ | --- | ----------------------------------------------------------------------- |
| 25 de abril de 1787      | La colonia de Nueva Gales del Sur fue creada como colonia penal por el Reino de Gran Bretaña en Australia al este del meridiano 135°. El gobernador Arthur Phillip proclamó el establecimiento en Australia el 7 de febrero de 1788. La comisión incluyó «todas las islas adyacentes en el Océano Pacífico» dentro de las latitudes de 10°37' sur y 43°39' sur, lo que incluía la mayor parte de Nueva Zelanda. | Map of British claims to Australia; for details, refer to adjacent text |
| 11 de julio de 1810      | La isla Macquarie fue descubierta por Frederick Hasselborough, quien la reclamó para el Reino Unido y la declaró parte de Nueva Gales del Sur. | Map of British claims to Australia; for details, refer to adjacent text |
| 16 de julio de 1825      | Nueva Gales del Sur se amplió hacia el oeste hasta los 129° este, de modo que incluyera un puesto comercial establecido en la isla de Melville; y las fronteras de las «islas adyacentes en el océano Pacífico» se desplazaron hacia el norte hasta los 39°12' sur, incluyendo ahora sólo una pequeña parte de Nueva Zelanda. | Map of British claims to Australia; for details, refer to adjacent text |
| 3 de diciembre de 1825   | Las islas meridionales de Nueva Gales del Sur se convierten en la colonia de la Tierra de Van Diemen. | Map of British claims to Australia; for details, refer to adjacent text |
| 2 de mayo de 1829        | En el resto de Australia, fuera de Nueva Gales del Sur, se fundó una colonia comúnmente conocida como la colonia del Río Swan.Sin embargo, la ley por la que se crea la colonia parece especificar que debe llamarse «Australia Occidental». | Map of British claims to Australia; for details, refer to adjacent text |
| 6 de febrero de 1832     | Se proclamó el instrumento legal necesario para nombrar formalmente a James Stirling gobernador de la colonia de Australia Occidental, y esta fecha se considera comúnmente como la fecha en la que la colonia del Río Swan pasó a llamarse Australia Occidental. | Map of British claims to Australia; for details, refer to adjacent text |
| 19 de febrero de 1836    | La parte de Nueva Gales del Sur comprendida entre los 132° este y los 141° este, y al sur de los 26° sur, se convirtió en la provincia de Australia Meridional. El desembarco y la proclamación tuvieron lugar el 28 de diciembre de 1836. Su frontera con Nueva Gales del Sur, al sur del río Murray, se trazaría erróneamente a unos 3,6 kilómetros al oeste de 141° este, y las disputas resultantes con las colonias y, más tarde, con los estados que comparten esa frontera no se resolverían completamente hasta 1914. | Map of British claims to Australia; for details, refer to adjacent text |
| 15 de junio de 1839      | Las islas de Nueva Zelanda se anexionan a Nueva Gales del Sur. La acción se proclamó el 14 de enero de 1840. | Map of British claims to Australia; for details, refer to adjacent text |
| 16 de noviembre de 1840  | Se funda la colonia de Nueva Zelanda y se separa de la Nueva Gales del Sur. | Map of British claims to Australia; for details, refer to adjacent text |
| 26 de septiembre de 1844 | La isla de Norfolk fue transferida de Nueva Gales del Sur a la Tierra de Van Diemen. | Map of British claims to Australia; for details, refer to adjacent text |
| 17 de febrero de 1846    | La mitad de la Nueva Gales del Sur al norte del paralelo 26° sur se convirtió en la colonia de Australia Septentrional. | Map of British claims to Australia; for details, refer to adjacent text |
| 28 de diciembre de 1847  | Tras un cambio de gobierno en el Reino Unido, Australia Septentrional se fusionó de nuevo con la Nueva Gales del Sur. Esta es la fecha en que la Reina Victoria revocó las cartas patentes que establecían Australia Septentrional, pero no se proclamó en Australia hasta el 16 de enero de 1849. | Map of British claims to Australia; for details, refer to adjacent text |
| 1 de julio de 1851       | La parte de Nueva Gales del Sur al sur del río Murray y una línea desde la cabecera del río hasta el cabo Howe se convirtió en la colonia de Victoria. | Map of British claims to Australia; for details, refer to adjacent text |
| 1 de enero de 1856       | La Tierra de Van Diemen pasó a llamarse Tasmania, como forma de alejarse de su pasado de colonia penal. | Map of British claims to Australia; for details, refer to adjacent text |
| 1 de noviembre de 1856   | La Isla de Norfolk se separó de Tasmania, convirtiéndose en su propia colonia. Algunas fuentes afirman que esto ocurrió el día anterior, pero la Ley de la Isla de Norfolk de 1913 afirma que fue en este día. | Map of British claims to Australia; for details, refer to adjacent text |
| 6 de junio de 1859       | La parte de Nueva Gales del Sur al norte del paralelo 29 sur, los ríos Dumaresq y Macintyre, y varias crestas montañosas, y al este del 141° meridiano este, se constituyó la colonia de Queensland. | Map of British claims to Australia; for details, refer to adjacent text |
| 10 de octubre de 1861    | La parte de Nueva Gales del Sur situada al oeste de Australia Meridional fue transferida a Australia Meridional mediante cartas patentes. La ley del Parlamento se aprobó el 22 de julio de 1861. | Map of British claims to Australia; for details, refer to adjacent text |
| 13 de marzo de 1862      | La parte de Nueva Gales del Sur al norte de Australia Meridional y al este del meridiano 138° este fue transferida a la Queensland. | Map of British claims to Australia; for details, refer to adjacent text |
| 6 de julio de 1863       | La región de Nueva Gales del Sur al norte de Australia del Sur fue transferida a Australia Meridional. | Map of British claims to Australia; for details, refer to adjacent text |
| 30 de mayo de 1872       | Todas las islas situadas en un radio de 96,6 km de Queensland fueron anexionadas a la colonia mediante cartas patentes. Esto se hizo principalmente para incorporar las islas del estrecho de Torres, que empezaban a ser reclamadas por Nueva Gales del Sur. Se desconoce qué islas concretas podían considerarse ya parte de Queensland, y el mapa incluido con las cartas patentes contenía errores, como incluir la isla Melville en Queensland.                                                                          | demasiado impreciso para cartografiarlo                                 |
| 21 de julio de 1879      | Las islas del estrecho de Torres se anexionaron específicamente a Queensland. | Map of British claims to Australia; for details, refer to adjacent text |
| 17 de junio de 1880      | La isla Macquarie se convirtió en parte constituyente de la colonia de Tasmania mediante cartas patentes para el gobernador de Tasmania. | Map of British claims to Australia; for details, refer to adjacent text |
| 4 de abril de 1883       | Queensland reclamó el sureste de Nueva Guinea como dependencia, aunque el gobierno británico rechazó la reclamación. | Map of British claims to Australia; for details, refer to adjacent text |
| 6 de noviembre de 1884   | El Imperio británico declaró el sureste de Nueva Guinea como protectorado, sustrayéndolo al control inmediato de Queensland, aunque la colonia seguía administrándolo en gran medida. | Map of British claims to Australia; for details, refer to adjacent text |

### Federación
| Fecha                    | Evento | Mapa                                                  |
| ------------------------ | --- | ----------------------------------------------------- |
| 1 de enero de 1901       | Seis colonias del Reino Unido formaron la Mancomunidad de Australia: - La colonia de Nueva Gales del Sur, convirtiéndose en el estado de Nueva Gales del Sur - La colonia de Queensland, convirtiéndose en el estado de Queensland - La provincia de Australia Meridional, convertida en el estado de Australia Meridional. - La colonia de Tasmania, convertida en el estado de Tasmania. - La colonia de Victoria, que se convierte en el estado de Victoria - La colonia de Australia Occidental, convirtiéndose en el estado de Australia Occidental El Parlamento se reunió en Melbourne hasta que se pudo construir la capital federal. | Map of Australia; for details, refer to adjacent text |
| 1 de septiembre de 1906  | La Nueva Guinea Británica fue transferida del Reino Unido, convirtiéndose en el Territorio de Papúa. | Map of Australia; for details, refer to adjacent text |
| 1 de enero de 1911       | El Territorio de la Capital Federal se escindió de Nueva Gales del Sur, y el Territorio del Norte se separó de Australia Meridional. | Map of Australia; for details, refer to adjacent text |
| 1 de julio de 1914       | La isla de Norfolk fue transferida por el Reino Unido, convirtiéndose en el Territorio de la isla de Norfolk. | Map of Australia; for details, refer to adjacent text |
| 4 de septiembre de 1915  | Una pequeña península a lo largo de la bahía de Jervis fue cedida al Territorio de la Capital Federal por Nueva Gales del Sur. | Map of Australia; for details, refer to adjacent text |
| 17 de diciembre de 1920  | La Sociedad de Naciones mandató la antigua Nueva Guinea alemana a Australia como Territorio de Nueva Guinea. y el Mandato de Nauru, con Nueva Zelanda y el Reino Unido como cofideicomisarios de Nauru. | Map of Australia; for details, refer to adjacent text |
| 1 de febrero de 1927     | El Territorio del Norte se dividió en el paralelo 20 sur en los territorios de Australia Central y Australia Septentrional. | Map of Australia; for details, refer to adjacent text |
| 9 de mayo de 1927        | El Parlamento comienza a reunirse en Canberra, trasladando formalmente allí la capital desde Melbourne. | Map of Australia; for details, refer to adjacent text |
| 12 de junio de 1931      | Los territorios de Australia Central y Australia Septentrional se fusionaron para formar el Territorio del Norte. | Map of Australia; for details, refer to adjacent text |
| 10 de mayo de 1934       | Las islas Ashmore y Cartier fueron transferidas por el Reino Unido y se convirtieron en el Territorio de las Islas Ashmore y Cartier. Una orden en el consejo británico de 23 de julio de 1931 había declarado que las islas pasarían a estar bajo la autoridad de la Mancomunidad de Australia cuando Australia aprobara la legislación para aceptarlas. | Map of Australia; for details, refer to adjacent text |
| 24 de agosto de 1936     | El Reino Unido transfirió a Australia la parte de su reclamación sobre la Antártida comprendida entre el meridiano 45° este y el 136° este, y entre el meridiano 142° este y el 160° este, donde se convirtió en el Territorio Antártico Australiano. | Map of Australia; for details, refer to adjacent text |
| 29 de julio de 1938      | El territorio de las Islas Ashmore y Cartier fue anexionado al Territorio del Norte. El Territorio de la Capital Federal pasó a denominarse Territorio de la Capital Australiana. | Map of Australia; for details, refer to adjacent text |
| 26 de agosto de 1942     | El Mandato de Nauru fue capturado por Japón. | Map of Australia; for details, refer to adjacent text |
| 14 de septiembre de 1945 | La guarnición japonesa en el Mandato de Nauru se rindió. | Map of Australia; for details, refer to adjacent text |
| 13 de diciembre de 1946  | El Territorio de Nueva Guinea se reconstituye como territorio en fideicomiso de las Naciones Unidas. | Map of Australia; for details, refer to adjacent text |
| 1 de noviembre de 1947   | El Mandato de Nauru se reconstituyó como Territorio en Fideicomiso de Nauru de las Naciones Unidas. | Map of Australia; for details, refer to adjacent text |
| 26 de diciembre de 1947  | Las islas Heard y McDonald fueron transferidas desde el Reino Unido. La recepción se confirmó en cartas intercambiadas el 19 de diciembre de 1950. | Map of Australia; for details, refer to adjacent text |
| 1 de julio de 1949       | El Territorio de Nueva Guinea y el Territorio de Papúa se fusionan en el Territorio de Papúa y Nueva Guinea, principalmente con fines administrativos; la ley deja claro que las identidades de Nueva Guinea como territorio en fideicomiso de las Naciones Unidas y Papúa como posesión de la Corona británica permanecen intactas. | Map of Australia; for details, refer to adjacent text |
| 24 de abril de 1953      | Las islas Heard y McDonald fueron declaradas oficialmente Territorio de la isla Heard y las islas McDonald. | Map of Australia; for details, refer to adjacent text |
| 23 de noviembre de 1955  | Las Islas Cocos (Keeling) fueron transferidas por el Reino Unido de la Colonia de Singapur, convirtiéndose en el Territorio de las Islas Cocos (Keeling). | Map of Australia; for details, refer to adjacent text |
| 1 de octubre de 1958     | La isla de Navidad fue transferida por el Reino Unido de la Colonia de Singapur, convirtiéndose en el Territorio de la isla de Navidad. | Map of Australia; for details, refer to adjacent text |
| 31 de enero de 1968      | El Territorio en Fideicomiso de Nauru se independiza como la República de Nauru. | Map of Australia; for details, refer to adjacent text |
| 30 de septiembre de 1969 | El Territorio de las Islas del Mar del Coral se crearon a partir de Queensland. | Map of Australia; for details, refer to adjacent text |
| 27 de diciembre de 1971  | El Territorio de Papúa y Nueva Guinea pasa a llamarse Papúa Nueva Guinea. | Map of Australia; for details, refer to adjacent text |
| 31 de diciembre de 1973  | La península a lo largo de la bahía de Jervis perteneciente al Territorio de la Capital Australiana recibió formalmente el nombre de Territorio de la Bahía de Jervis; en ese momento, aún se consideraba parte del Territorio de la Capital Australiana. | sin cambios en el mapa                                |
| 11 de septiembre de 1975 | Las Islas Salomón declaran la independencia de la región que rodea la isla de Bougainville en Papúa Nueva Guinea. | Map of Australia; for details, refer to adjacent text |
| 16 de septiembre de 1975 | El Territorio de Papúa y Nueva Guinea se independiza como el Estado Independiente de Papúa Nueva Guinea. | Map of Australia; for details, refer to adjacent text |
| 1 de julio de 1978       | Las islas Ashmore y Cartier se separan del Territorio del Norte, convirtiéndose en el Territorio de las Islas Ashmore y Cartier. | Map of Australia; for details, refer to adjacent text |
| 3 de marzo de 1986       | El Acta de Australia de 1986 independizó completamente a Australia del Reino Unido. | sin cambios en el mapa                                |
| 11 de mayo de 1989       | El Territorio de la Bahía de Jervis se separó del Territorio de la Capital Australiana para convertirse en su propio territorio. | Map of Australia; for details, refer to adjacent text |
| 7 de julio de 1997       | Los arrecifes Elizabeth y Middleton fueron transferidos de Nueva Gales del Sur al Territorio de las Islas del Mar del Coral. |                                                       |